# Los inconformes
Los inconformes é uma telenovela mexicana, produzida pela Televisa e exibida em 1968 pelo Telesistema Mexicano.

## Elenco
- Columba Domínguez
- Carlos Ancira
- Carlos Nieto
- Bertha Moss